# (7771) Tvären
7771 Tvaren (1992 EZ9) – planetoida z pasa głównego asteroid okrążająca Słońce w ciągu 4,34 lat w średniej odległości 2,66 j.a. Odkryta 2 marca 1992 roku.